# 샐리 랜드

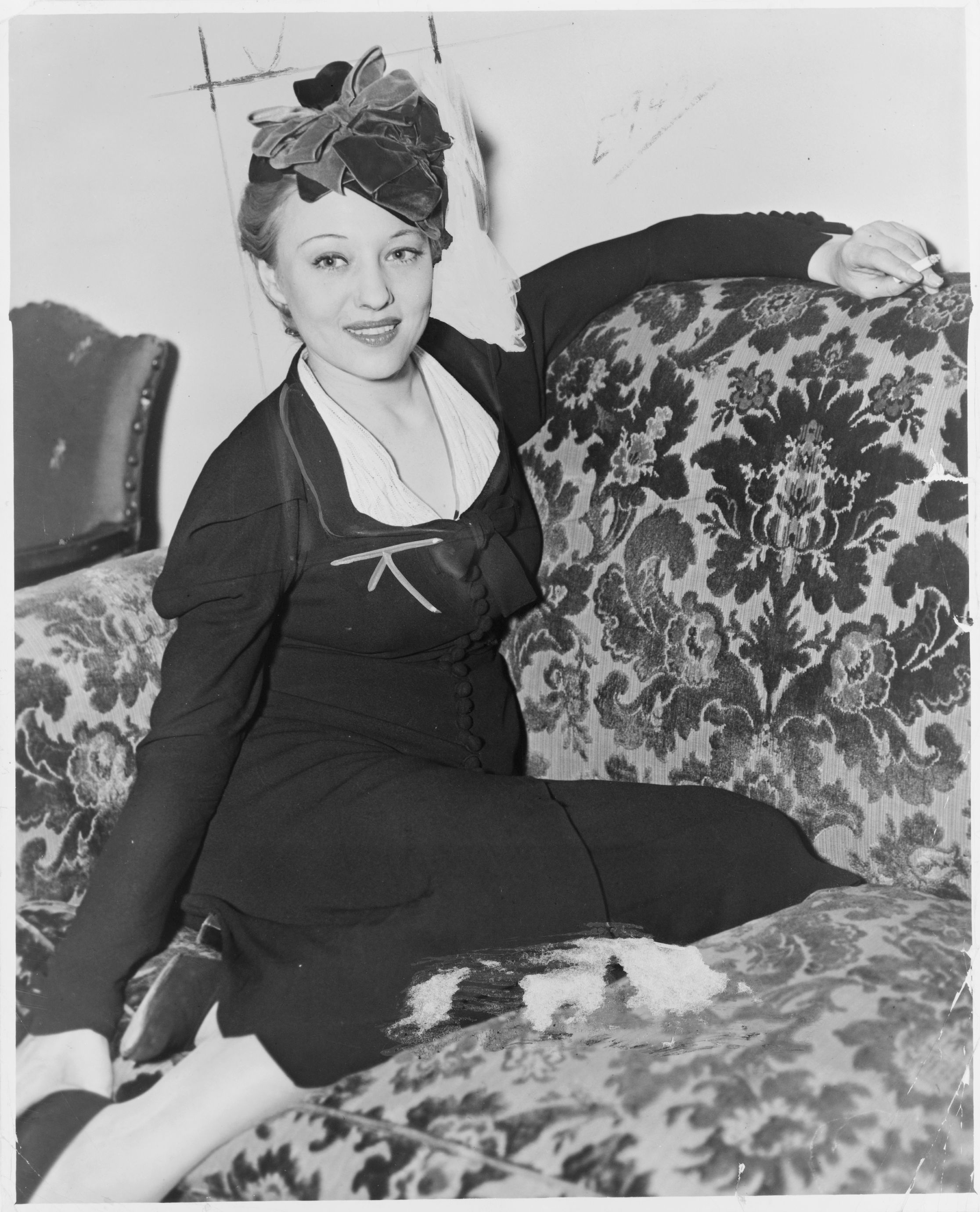

샐리 랜드(Sally Rand, 1904년 4월 3일 ~ 1979년 8월 31일)는 미국의 배우, 영화배우, 댄서이다.
뉴욕에서 태어났다.

## 영화
- 비하인드 더 벌리 큐 (2010년)
- 어 걸 인 에브리 포트 (1928년)
- 왕중왕 (1927년)
- 벤허 (1925년)